# Fontaine de l'Exèdre

La fontaine de l'Exèdre (en italien, Fontana dell'Esedra) est la plus grande fontaine de Naples, située dans la Mostra d'Oltremare, dans le quartier de Fuorigrotta.

## Histoire
La fontaine a été conçue en 1938 par deux architectes, Carlo Cocchia et Luigi Piccinato, et a été inaugurée en 1940. Elle fut voulue par le régime fasciste, afin de célébrer le colonialisme italien. La cérémonie d'ouverture a été spectaculaire : une symphonie musicale, avec les jets d'eau synchronisés avec la musique.
Le 23 mai 2006, après près de trente années d'abandon presque complet et deux ans et demi de travaux d'une valeur d'environ six millions d'Euros, la fontaine a été restaurée et ré-inaugurée.

## Caractéristiques
La structure, inspirée par le modèle XVIIIe siècle de la fontaine du Palais royal de Caserte, avec son extension d'environ 900 mètres carrés, est capable de contenir une masse d'eau de 4000 mètres cubes et d'émettre des jets jusqu'à 40 mètres de hauteur. Elle est entourée d'arbres centenaires, surtout des pins et des chênes. Actuellement, la fontaine compte 76 vasques en exèdre, 1300 buses en laiton et bronze, douze fontaines en cascade et de nombreuses pompes. Grâce à environ 800 projecteurs qui émettent des lumières de couleurs différentes et un système de son, la fontaine peut offrir des spectacles très suggestifs. La décoration de la fontaine, exécutée en céramique, est l'oeuvre de Giuseppe Macedonio.

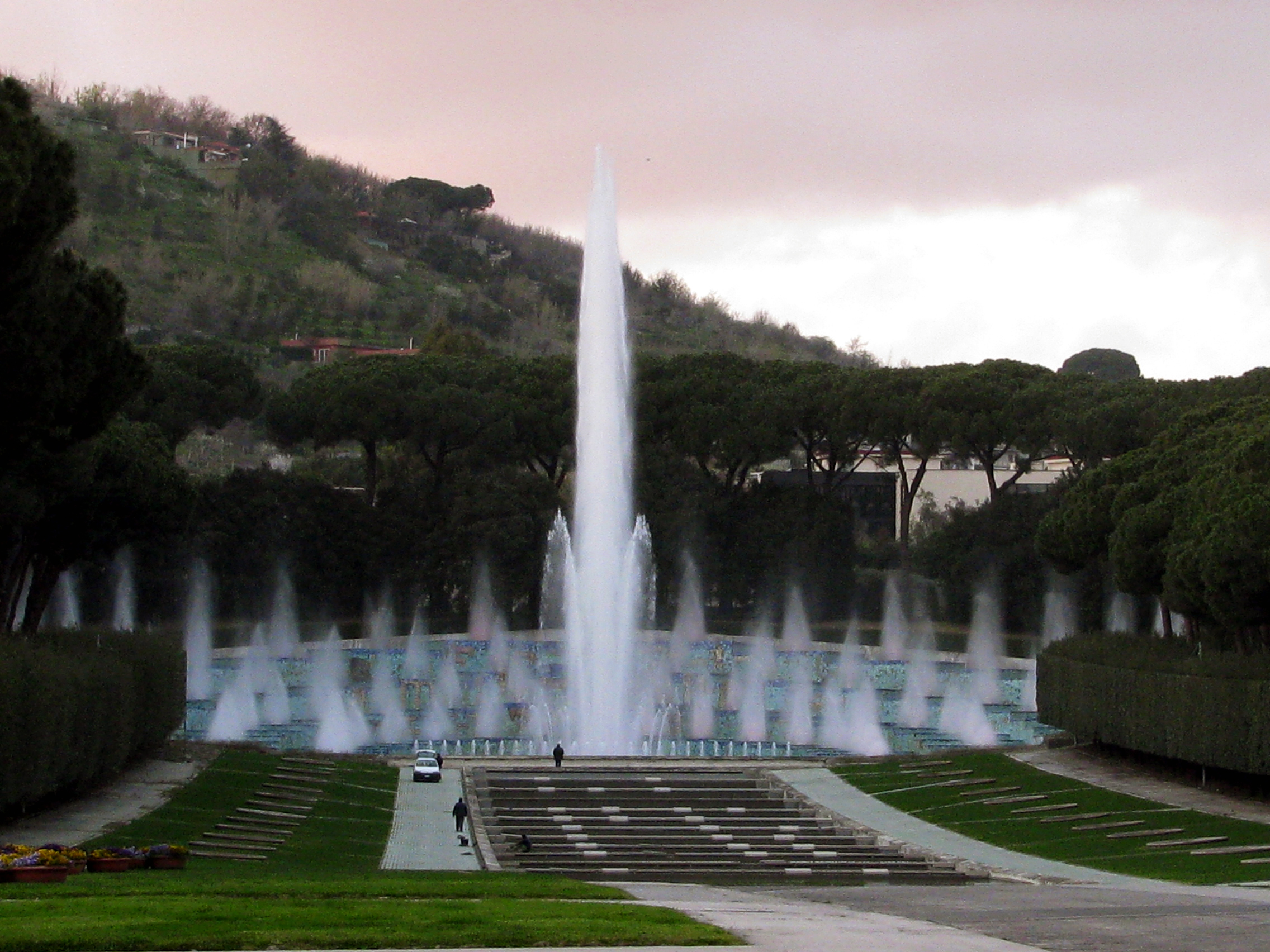
La fontaine de l'Exèdre
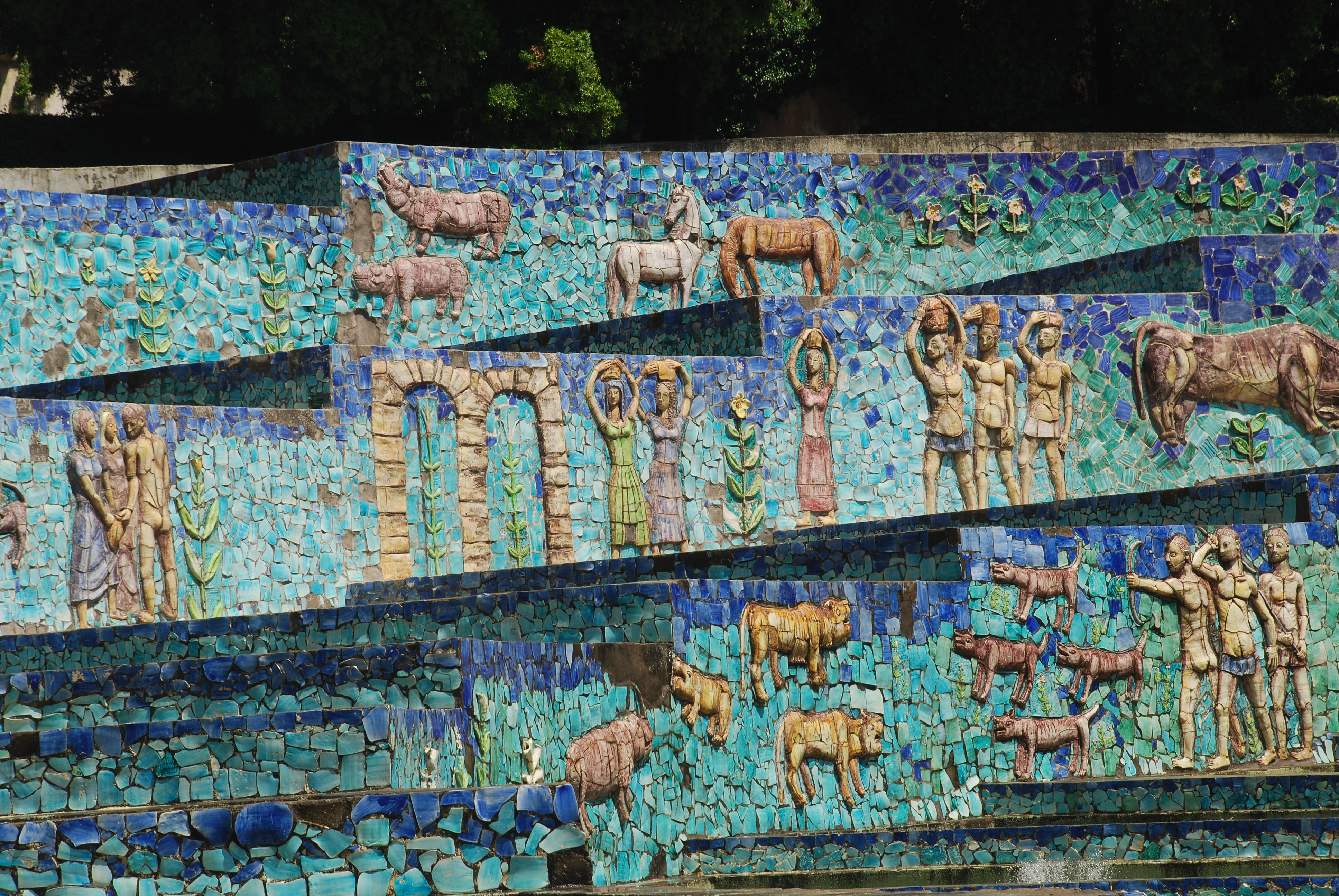
Les décorations en céramique
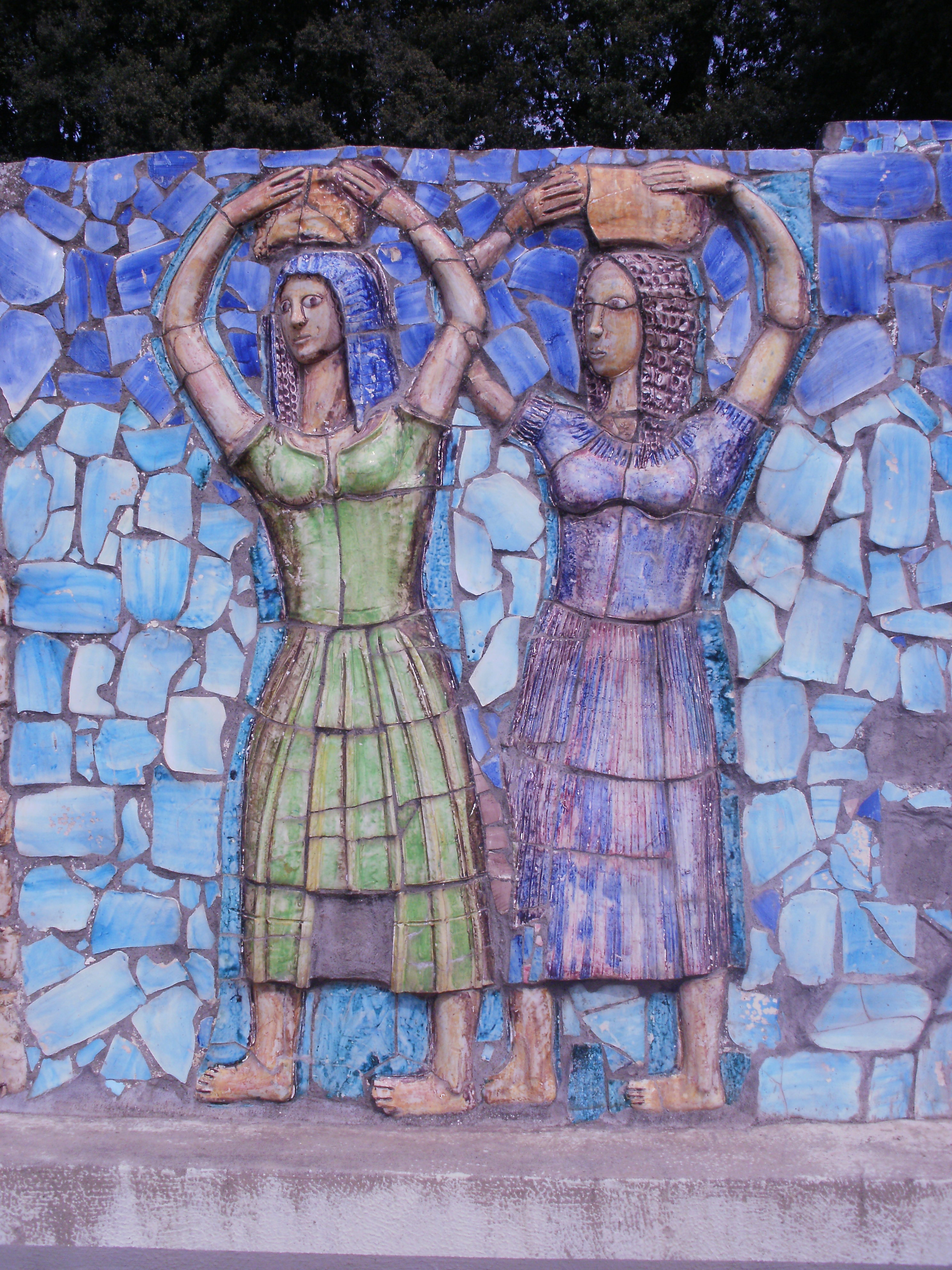
Décoration Fontaine de l'Exèdre (détail)